# Nekrolog 4. Quartal 1910
Nekrolog
◄◄
| ◄
| 1906
| 1907
| 1908
| 1909
| 1910 | 1911 | 1912 | 1913 | 1914 | ► | ►►
1. Quartal |
2. Quartal |
3. Quartal |
4. Quartal 1910
Weitere Ereignisse | Allgemeiner Nekrolog 1910
Die Beschreibung der verstorbenen Person sollte so kurz wie möglich gehalten sein und nur deren signifikante Tätigkeit(en) enthalten.
Neue Namen ggf. auch unter dem Geburts- und Sterbedatum, also etwa unter 1. Januar und im Geburts- und Sterbejahr (2024) eintragen (nur bei entsprechender großer Wichtigkeit). Für Beispiele siehe die schon vorhandenen Artikel.
Außerdem über die fünf zuletzt Verstorbenen, zu denen es einen ausreichend guten Artikel für eine Präsentation auf der Hauptseite gibt, nach der todesbedingten Überarbeitung der Artikel ggf. auch unter Wikipedia Diskussion:Hauptseite informieren und sie am besten auch in den anderen Wikipedia-Sprachversionen eintragen. Tipp: Regelmäßig bei news.google.de nach „ist tot“, „gestorben“ oder „verstorben“ suchen.
Wenn eine Person gestorben ist, gibt es viele Seiten zu dieser Person in der Wikipedia, die davon auch betroffen sind und entsprechend aktualisiert werden müssen. Beispiele: Namenübersichtsseite, Geburtsjahr, Geburtsort-Seiten und viele mehr.
Wie finde ich die betroffenen Seiten?
Im Suchfeld auf der linken Seite gibt man den Suchbegriff so ein: „Vorname Nachname“. Dann klickt man auf Volltext und alle Seiten mit entsprechendem Suchtext werden aufgerufen. Hier sieht man dann schnell, wo auch das Todesjahr Sinn macht oder sogar ein Teil des Artikels angepasst werden muss. Auch hilft das „Werkzeug“ auf der linken Seite sehr gut, um solche Seiten aufzufinden: „Links auf diese Seite“. Somit ist die Wikipedia wieder aktuell in allen Bereichen! Hinweis: bei Eintragung der Kategorie „Gestorben JAHR“ wird der Missbrauchsfilter 49 ausgelöst, was jedoch nicht schlimm ist. Siehe: Spezial:Missbrauchsfilter/49
Dies ist eine Liste von im vierten Quartal 1910 verstorbenen bekannten Persönlichkeiten. Die Einträge erfolgen innerhalb der einzelnen Daten alphabetisch sortiert. Tiere sind im Nekrolog für Tiere zu finden.

## Oktober
| Tag         | Name                                      | Beruf, bekannt als                                                                                  | Alter | Beleg |
| ----------- | ----------------------------------------- | --------------------------------------------------------------------------------------------------- | ----- | ----- |
| 1. Oktober  | Napoleon B. Broward                       | US-amerikanischer Politiker                                                                         | 53    |       |
| 1. Oktober  | Rudolf Chrobak                            | österreichischer Gynäkologe                                                                         | 67    |       |
| 1. Oktober  | Theodor Gohl                              | Architekt                                                                                           | 66    |       |
| 1. Oktober  | Philipp von Klett                         | deutscher Schachkomponist und Militäroffizier                                                       | 77    |       |
| 2. Oktober  | Leberecht Arendt                          | deutscher Beamter, Domänenpächter und Politiker, MdR                                                | 73    |       |
| 2. Oktober  | Wenzel Größl                              | österreichischer Politiker                                                                          | 54    |       |
| 2. Oktober  | Gustav Hermann Köselitz                   | deutscher Politiker, MdL (Königreich Sachsen)                                                       | 87    |       |
| 2. Oktober  | Bertha von Petersenn                      | Schweizer Reformpädagogin                                                                           | 47    |       |
| 2. Oktober  | Heinrich XXIV. Reuß zu Köstritz           | deutscher Komponist                                                                                 | 54    |       |
| 3. Oktober  | Rufus Blodgett                            | US-amerikanischer Politiker                                                                         | 75    |       |
| 3. Oktober  | Miguel Bombarda                           | portugiesischer Psychiater und republikanischer Politiker                                           | 59    |       |
| 3. Oktober  | Georg Friedrich von Lenz                  | Jurist und Mitglied des Deutschen Reichstags                                                        | 76    |       |
| 3. Oktober  | Jaime Anesagasti y Llamas                 | spanischer Geistlicher, Bischof von Campeche                                                        | 47    |       |
| 3. Oktober  | Melchior Treub                            | niederländischer Botaniker                                                                          | 58    |       |
| 4. Oktober  | Thomas Updegraff                          | US-amerikanischer Politiker                                                                         | 76    |       |
| 5. Oktober  | Alexander Baumgartner                     | Schweizer Jesuit und Literaturwissenschaftler                                                       | 69    |       |
| 5. Oktober  | Cornelius von Fabriczy                    | Kunsthistoriker                                                                                     | 71    |       |
| 5. Oktober  | Heinrich von Friesen-Rötha                | deutscher Majoratsherr und Politiker, MdR                                                           | 79    |       |
| 5. Oktober  | Jaepie-Jaepie                             | niederländischer Seenotretter                                                                       |       |       |
| 5. Oktober  | Ernst von Leyden                          | deutscher Mediziner                                                                                 | 78    |       |
| 6. Oktober  | Bernhard von Minnigerode                  | deutscher Rittergutsbesitzer und Politiker (DHP), MdR                                               | 58    |       |
| 7. Oktober  | Carlos Moyano                             | argentinischer Marineoffizier, Topograf, Gouverneur                                                 | 55    |       |
| 7. Oktober  | Karl Wilhelm Schmieding                   | Oberbürgermeister von Dortmund                                                                      | 69    |       |
| 7. Oktober  | Friedrich Wanderer                        | deutscher Maler, Zeichner, Illustrator und Kunstschriftsteller                                      | 70    |       |
| 8. Oktober  | Maria Konopnicka                          | Dichterin                                                                                           | 68    |       |
| 8. Oktober  | Anton Pergelt                             | österreichischer Jurist und Politiker                                                               | 57    |       |
| 8. Oktober  | Johannes Strickler                        | Schweizer Staatsarchivar im Kanton Zürich und Autor                                                 | 75    |       |
| 9. Oktober  | Max Jüdel                                 | deutscher Industrieller                                                                             | 64    |       |
| 9. Oktober  | Franciszek Żmurko                         | polnischer Maler                                                                                    | 51    |       |
| 10. Oktober | Karl Bender                               | deutscher Schauspieler                                                                              | 46    |       |
| 10. Oktober | Josef Heldmann                            | bayerischer Jurist, Bürgermeister von Amberg                                                        | 74    |       |
| 10. Oktober | Willem Maris                              | niederländischer Maler                                                                              | 66    |       |
| 10. Oktober | Charles L. Moses                          | US-amerikanischer Politiker                                                                         | 54    |       |
| 10. Oktober | Joseph Ravannack                          | US-amerikanischer Ruderer                                                                           | 32    |       |
| 11. Oktober | Felicjan Faleński                         | polnischer Schriftsteller                                                                           | 85    |       |
| 11. Oktober | Henry A. Stearns                          | US-amerikanischer Politiker                                                                         | 84    |       |
| 12. Oktober | Josef Forster                             | deutscher Arzt und Hygieniker                                                                       | 66    |       |
| 13. Oktober | Ludwig Carbyn                             | deutscher Bürgermeister und Gründer einer Wohnungsbaugenossenschaft                                 | 39    |       |
| 13. Oktober | Louise Japha                              | deutsche Pianistin und Komponistin                                                                  | 84    |       |
| 13. Oktober | Michael Silberstein                       | deutscher Rabbiner und Schriftsteller                                                               | 75    |       |
| 13. Oktober | William E. Stanley                        | US-amerikanischer Politiker                                                                         | 65    |       |
| 14. Oktober | Daniel von Lapp                           | deutscher Eisenbahnbauunternehmer und Industrieller                                                 | 74    |       |
| 14. Oktober | Rudolf Lindau                             | deutscher Diplomat und Schriftsteller                                                               | 81    |       |
| 15. Oktober | Jonathan P. Dolliver                      | US-amerikanischer Politiker (Republikanische Partei)                                                | 52    |       |
| 15. Oktober | Stanley Ketchel                           | US-amerikanischer Mittelgewichts-Boxweltmeister                                                     | 24    |       |
| 15. Oktober | Richard Koch                              | Präsident der Reichsbank (1890–1908)                                                                | 76    |       |
| 15. Oktober | Larkin Goldsmith Mead                     | US-amerikanischer Bildhauer                                                                         | 75    |       |
| 15. Oktober | Eduard Meßmer                             | deutscher Unternehmer                                                                               |       |       |
| 16. Oktober | Wilhelm Fricke                            | deutscher Fotograf und Autor                                                                        | 67    |       |
| 17. Oktober | Julia Ward Howe                           | amerikanische Dichterin und Schriftstellerin                                                        | 91    |       |
| 17. Oktober | Kurd Laßwitz                              | deutscher Schriftsteller                                                                            | 62    |       |
| 17. Oktober | Carlo Michelstaedter                      | italienischer Schriftsteller, Philosoph und Maler                                                   | 23    |       |
| 17. Oktober | Sergei Andrejewitsch Muromzew             | russischer Rechtswissenschaftler, Präsident der ersten Staatsduma (1906)                            | 60    |       |
| 18. Oktober | Alfons Auer                               | deutscher Kommunalpolitiker, Bürgermeister von Regensburg                                           | 52    |       |
| 18. Oktober | François-Xavier Gillot                    | französischer Botaniker                                                                             | 68    |       |
| 18. Oktober | Alexander Pancratz                        | deutscher Richter und Parlamentarier                                                                |       |       |
| 18. Oktober | Johann Smidt                              | deutscher Kaufmann, Mitglied der Bürgerschaft in Bremen                                             | 71    |       |
| 19. Oktober | Luigi Lucheni                             | italienischer Anarchist und Mörder von Kaiserin Elisabeth von Österreich-Ungarn                     | 37    |       |
| 19. Oktober | Henry Tillinghast Sisson                  | US-amerikanischer Politiker                                                                         | 79    |       |
| 20. Oktober | Albert Friedrich Born                     | Schweizer Politiker (FDP) und Unternehmer                                                           | 81    |       |
| 20. Oktober | Gustav Hartmann                           | deutscher Kaufmann, Unternehmer und Industrie-Manager                                               | 68    |       |
| 20. Oktober | David B. Hill                             | US-amerikanischer Politiker                                                                         | 67    |       |
| 21. Oktober | Wilhelm Bonn                              | deutscher Bankier                                                                                   | 67    |       |
| 21. Oktober | Richard Wellmann                          | deutscher Offizier und Parlamentarier                                                               | 80    |       |
| 22. Oktober | Paul Brandt                               | Schweizer evangelischer Geistlicher, Redakteur, Gewerkschafter und Politiker                        | 57    |       |
| 22. Oktober | Francis von Teck                          | britischer Adeliger und Offizier württembergischer Abstammung, Bruder der Königin Mary              | 40    |       |
| 22. Oktober | Jakob Thoma                               | österreichischer Politiker                                                                          | 61    |       |
| 23. Oktober | Chulalongkorn                             | König von Siam (1868–1910)                                                                          | 57    |       |
| 23. Oktober | August Kotzsch                            | deutscher Fotograf                                                                                  | 74    |       |
| 23. Oktober | Ferdinand Lachner                         | tschechischer Geiger und Musikpädagoge                                                              | 54    |       |
| 23. Oktober | Carl Axel Ambjörn Sparre                  | schwedischer Porträt-, Genre- und Historienmaler                                                    | 71    |       |
| 24. Oktober | Thomas Britten                            | walisisch-englischer Fußballspieler und Bergbauingenieur                                            | 52    |       |
| 24. Oktober | Karl von Wiedebach und Nostitz-Jänkendorf | deutscher Gutsbesitzer, Beamter und Politiker                                                       | 66    |       |
| 24. Oktober | Yamada Bimyō                              | japanischer Schriftsteller, Dichter und Literaturkritiker                                           | 42    |       |
| 25. Oktober | Willie Anderson                           | US-amerikanischer Profigolfer                                                                       | 31    |       |
| 25. Oktober | Carl Faber                                | deutscher Unternehmer und Politiker (NLP), MdR                                                      | 51    |       |
| 25. Oktober | Franz Pieler                              | königlicher Bergrat                                                                                 | 75    |       |
| 25. Oktober | Karl Pückel                               | deutscher Jurist                                                                                    | 67    |       |
| 25. Oktober | Adolf Schwarz                             | österreich-ungarischer Schachspieler                                                                | 74    |       |
| 25. Oktober | Simon Peter Wolverton                     | US-amerikanischer Politiker                                                                         | 73    |       |
| 26. Oktober | Daniel Bieder                             | Schweizer Politiker und Richter                                                                     | 84    |       |
| 26. Oktober | Allen D. Candler                          | US-amerikanischer Politiker                                                                         | 75    |       |
| 26. Oktober | Rudolf Ulrich Krönlein                    | Schweizer Chirurg                                                                                   | 63    |       |
| 26. Oktober | Étienne Lancereaux                        | französischer Arzt und Diabetologe                                                                  | 80    |       |
| 27. Oktober | Paul von Collas                           | preußischer Offizier, zuletzt General der Infanterie sowie Gouverneur von Mainz                     | 69    |       |
| 27. Oktober | William Harrower                          | schottischer Fußballspieler                                                                         | 49    |       |
| 27. Oktober | Moritz von Leonhardi                      | deutscher Anthropologe                                                                              | 54    |       |
| 27. Oktober | Anton Schaffer von Schäffersfeld          | österreichischer General                                                                            | 75    |       |
| 28. Oktober | August von Clemm                          | deutscher Unternehmer und Politiker                                                                 | 72    |       |
| 28. Oktober | Rosina van Hamme                          | niederländische Tänzerin und Schauspielerin                                                         | 87    |       |
| 30. Oktober | Henry Dunant                              | Initiator der Rotkreuz-Bewegung und Mitbegründer des Internationalen Komitees vom Roten Kreuz       | 82    |       |
| 31. Oktober | Richard Wachsmuth                         | deutscher Altphilologe, Lehrer und erster Schuldirektor des hannoverschen Kaiser Wilhelm-Gymnasiums | 70    |       |

## November
| Tag          | Name                               | Beruf, bekannt als                                                                                       | Alter | Beleg |
| ------------ | ---------------------------------- | --- | ----- | ----- |
| 1. November  | Simon Aichner                      | Fürstbischof von Brixen                                                                                  | 94    |       |
| 1. November  | Adalbert Stengler                  | deutscher Wasserbauingenieur und Pionier der Wildbachverbauung                                           | 60    |       |
| 1. November  | Robert Macbeth                     | schottischer Maler                                                                                       | 62    |       |
| 1. November  | Rudolph Wilde                      | deutscher Politiker                                                                                      | 53    |       |
| 2. November  | Gustav Casmir                      | deutscher Fechter                                                                                        | 37    |       |
| 2. November  | Robert Daublebsky von Sterneck     | österreichischer Geodät und Geophysiker                                                                  | 71    |       |
| 2. November  | Heinrich Ernst Stötzner            | deutscher Pädagoge                                                                                       | 78    |       |
| 3. November  | Ernst von der Burg                 | deutscher Offizier und Diplomat (Militärattaché)                                                         | 79    |       |
| 3. November  | Harry Rawson                       | britischer Admiral                                                                                       | 66    |       |
| 4. November  | Karl Arnau                         | österreichischer Schauspieler                                                                            | 66    |       |
| 4. November  | Hugh J. Grant                      | US-amerikanischer Politiker                                                                              | 52    |       |
| 4. November  | Théodore Renkewitz                 | britischer Landschafts- und Architekturmaler                                                             | 77    |       |
| 4. November  | Antonín Wiehl                      | tschechischer Architekt                                                                                  | 64    |       |
| 5. November  | Karl Fischer                       | deutscher Kunsttöpfer                                                                                    | 56    |       |
| 5. November  | August Schmundt                    | preußischer Generalmajor                                                                                 | 55    |       |
| 6. November  | Giuseppe Cesare Abba               | italienischer Schriftsteller und Freiheitskämpfer                                                        | 72    |       |
| 7. November  | Hugo Behrens                       | deutscher Schriftsteller und Militärarzt                                                                 | 90    |       |
| 7. November  | Lorenz Huber                       | katholischer Priester                                                                                    | 48    |       |
| 7. November  | Francis Isoz                       | Schweizer Architekt                                                                                      | 54    |       |
| 7. November  | Florencio Sánchez                  | uruguayischer Schriftsteller und Dramatiker                                                              | 35    |       |
| 8. November  | Dominik Avanzo                     | deutscher Architekt                                                                                      | 65    |       |
| 9. November  | Aaron Marshall Elliott             | US-amerikanischer Romanist                                                                               | 66    |       |
| 9. November  | Carl Käfer                         | deutscher Architekt und Baumeister                                                                       | 54    |       |
| 10. November | Paškal Buconjić                    | Bischof von Mostar-Duvno (-Trebinje-Mrkan)                                                               | 76    |       |
| 11. November | Eugène Godard II                   | französischer Ballonfahrer                                                                               | 46    |       |
| 11. November | Emma Zöllner                       | österreichische Lokalsängerin und Soubrette                                                              | 82    |       |
| 12. November | Viktor Hantzsch                    | deutscher Geograph und Historiker                                                                        | 42    |       |
| 12. November | Karl Hoppenstedt                   | erster Präsident des Landgerichts Lübeck                                                                 | 76    |       |
| 12. November | Iwan Iwanowitsch Sokolow           | russischer Genre- und Porträtmaler                                                                       | 87    |       |
| 13. November | Alexander S. Clay                  | US-amerikanischer Politiker                                                                              | 57    |       |
| 13. November | William W. Dixon                   | US-amerikanischer Politiker                                                                              | 72    |       |
| 13. November | William Walker Foulkrod            | US-amerikanischer Politiker                                                                              | 63    |       |
| 13. November | Louis Nels                         | deutscher Beamter, Jurist und Reichskommissar von Deutsch-Südwestafrika (1890–1891)                      | 54    |       |
| 14. November | Hugo Popper                        | Leipziger Industrieller                                                                                  | 53    |       |
| 15. November | Max Allihn                         | deutscher Schriftsteller, Pfarrer, Lehrer und Amateurfotograf                                            | 69    |       |
| 15. November | Julius Exner                       | dänischer Maler                                                                                          | 84    |       |
| 15. November | Stanislaus von Kostanecki          | polnischer Chemiker                                                                                      | 50    |       |
| 15. November | Emmanuel Pettavel                  | Schweizer evangelischer Geistlicher und Hochschullehrer                                                  | 73    |       |
| 15. November | Wilhelm Raabe                      | deutscher Prosaautor                                                                                     | 79    |       |
| 15. November | Gustav Roßberg                     | preußischer Militärmusiker, Militärbeamter und Hochschullehrer                                           | 72    |       |
| 15. November | Emil Schreiner                     | norwegischer Klassischer Philologe und Lehrer                                                            | 78    |       |
| 17. November | Theodor Hach                       | Kunsthistoriker und Campanologe                                                                          | 63    |       |
| 18. November | William A. B. Branch               | US-amerikanischer Politiker                                                                              | 63    |       |
| 18. November | Peter Bucher                       | Schweizer Politiker                                                                                      | 90    |       |
| 18. November | Henrik van Herwerden               | niederländischer Klassischer Philologe                                                                   | 79    |       |
| 18. November | Karl von Rampacher                 | württembergischer Oberamtmann                                                                            | 87    |       |
| 18. November | Aquiles Serdán                     | mexikanischer Revolutionär                                                                               | 33    |       |
| 19. November | Rudolph Fittig                     | deutscher Chemiker                                                                                       | 74    |       |
| 20. November | Louis Heyligenstaedt               | deutscher Unternehmer und Politiker (NLP), MdR                                                           | 68    |       |
| 20. November | Henry M. Hoyt                      | US-amerikanischer Jurist und United States Solicitor General                                             | 53    |       |
| 20. November | Wilhelm Schäffler                  | deutscher Politiker (SPD)                                                                                | 54    |       |
| 20. November | Fritz Anton Suter                  | Schweizer Chirurg                                                                                        | 36    |       |
| 20. November | Lew Nikolajewitsch Tolstoi         | russischer Schriftsteller                                                                                | 82    |       |
| 20. November | Rudolf Ernst Wolf                  | deutscher Unternehmer                                                                                    | 79    |       |
| 21. November | Johannes Montel                    | deutscher Diplomat, Geistlicher                                                                          | 79    |       |
| 21. November | Albert Nasse                       | US-amerikanischer Ruderer                                                                                | 32    |       |
| 22. November | Julie Bebel                        | deutsche Sozialdemokratin, Ehefrau von August Bebel                                                      | 67    |       |
| 23. November | Alfred Ander                       | schwedischer Krimineller, wegen Raubmordes hingerichtet                                                  | 36    |       |
| 23. November | Octave Chanute                     | US-amerikanischer Eisenbahningenieur und Luftfahrtpionier                                                | 78    |       |
| 23. November | Hawley Crippen                     | US-amerikanischer Krimineller                                                                            | 48    |       |
| 24. November | Angelo Mosso                       | italienischer Physiologe                                                                                 | 64    |       |
| 24. November | Nikolaus Andreas Reinhart          | Unternehmer und Landtagsabgeordneter Großherzogtum Hessen                                                | 69    |       |
| 24. November | Alessandro Sanminiatelli Zabarella | italienischer Lateinischer Patriarch von Konstantinopel und Kurienkardinal                               | 70    |       |
| 24. November | Emilian von Żernicki-Szeliga       | preußischer Armee- und Polizeioffizier, sowie als Pensionär auch Heraldiker, Genealoge und Publizist     | 84    |       |
| 25. Dezember | Mary Jane Clarke                   | englisch-britische Suffragette                                                                           |       |       |
| 25. November | Robert Walker Tayler               | US-amerikanischer Politiker (Republikanische Partei)                                                     | 57    |       |
| 27. November | Wilhelm von Specht                 | preußischer Generalmajor                                                                                 | 72    |       |
| 28. November | Emilie Wiede-Focking               | deutsche Medizinerin                                                                                     | 72    |       |
| 29. November | Étienne Prosper Berne-Bellecour    | französischer Maler                                                                                      | 72    |       |
| 29. November | Adolph von La Valette-St. George   | deutscher Anatom und Hochschullehrer                                                                     | 79    |       |
| 29. November | George Ernest Shelley              | britischer Geologe und Ornithologe                                                                       | 70    |       |
| 30. November | Wilhelm Henckel                    | Buchhändler, Verleger, Übersetzer russischer Literatur ins Deutsche, deutsch-russische Kulturbeziehungen | 85    |       |
| 30. November | Jem Mace                           | englischer Boxer                                                                                         | 79    |       |

## Dezember
| Tag          | Name                               | Beruf, bekannt als                                                                                                | Alter | Beleg |
| ------------ | ---------------------------------- | --- | ----- | ----- |
| 1. Dezember  | Gustav Adolf von Götzen            | deutscher Ostafrikaforscher und Gouverneur von Deutsch-Ostafrika                                                  | 44    |       |
| 1. Dezember  | Franz Jaschke                      | österreichischer Maler                                                                                            | 48    |       |
| 2. Dezember  | Adolf Kraemer                      | Schweizer Agrarwissenschaftler                                                                                    | 78    |       |
| 2. Dezember  | William D. Veeder                  | US-amerikanischer Politiker                                                                                       | 75    |       |
| 3. Dezember  | Mary Baker Eddy                    | US-amerikanische Autorin und Religionsgründerin                                                                   | 89    |       |
| 3. Dezember  | Ludwig von Löfftz                  | deutscher Maler                                                                                                   | 65    |       |
| 3. Dezember  | Wesley Merritt                     | US-amerikanischer General während des Sezessionskrieges und des Spanisch-Amerikanischen Krieges                   | 76    |       |
| 4. Dezember  | Johannes Elmblad                   | schwedischer Opernsänger der Stimmlage Bass, Opernregisseur und Operndirektor                                     | 57    |       |
| 4. Dezember  | Rudolf Sonndorfer                  | österreichischer Handelswissenschaftler                                                                           | 71    |       |
| 5. Dezember  | John D. Alderson                   | US-amerikanischer Politiker                                                                                       | 56    |       |
| 5. Dezember  | Alfred Cumming                     | Brigadegeneral des Heeres der Konföderierten Staaten von Amerika im Sezessionskrieg                               | 81    |       |
| 5. Dezember  | Karl Grünewald                     | Landtagsabgeordneter Großherzogtum Hessen                                                                         | 77    |       |
| 5. Dezember  | Christian Archibald Herter         | US-amerikanischer Mediziner und Pathologe                                                                         | 45    |       |
| 5. Dezember  | Albert Johne                       | deutscher Tiermediziner und Hochschullehrer                                                                       | 70    |       |
| 5. Dezember  | Robert d’Orléans, duc de Chartres  | Herzog von Chartres                                                                                               | 70    |       |
| 6. Dezember  | Robert Binswanger                  | Schweizer Psychiater                                                                                              | 60    |       |
| 6. Dezember  | Daniel Collin                      | deutscher Buchhändler und Verleger                                                                                | 86    |       |
| 6. Dezember  | Hirsch Hildesheimer                | Dozent für jüdische Geschichte und Geographie am Berliner Rabbinerseminar                                         |       |       |
| 6. Dezember  | Moritz Nobbe                       | deutscher Landwirt und Politiker, MdR                                                                             | 76    |       |
| 6. Dezember  | John Augustus Swope                | US-amerikanischer Politiker                                                                                       | 82    |       |
| 7. Dezember  | Ludwig Knaus                       | deutscher Maler                                                                                                   | 81    |       |
| 7. Dezember  | Anton Zingerle                     | österreichischer Klassischer Philologe                                                                            | 68    |       |
| 8. Dezember  | Otto von Derenthal                 | preußischer Offizier, zuletzt General der Infanterie                                                              | 79    |       |
| 8. Dezember  | Tobias Fenchel                     | deutscher Missionar in Südwestafrika                                                                              | 61    |       |
| 9. Dezember  | Bernhard Kahle                     | deutscher Germanist und Skandinavist                                                                              | 49    |       |
| 9. Dezember  | Laza Kostić                        | serbischer Schriftsteller und Politiker                                                                           | 69    |       |
| 9. Dezember  | Philipp Meitner                    | österreichischer Schachspieler und Rechtsanwalt                                                                   | 71    |       |
| 10. Dezember | Édouard-Adolphe Cantel             | französischer Geistlicher und römisch-katholischer Bischof von Oran                                               | 74    |       |
| 10. Dezember | Carl Koppe                         | deutscher Geodät                                                                                                  | 66    |       |
| 10. Dezember | Adolf Lippold                      | Landgerichtspräsident                                                                                             | 70    |       |
| 10. Dezember | Emil Müller                        | deutscher Sprengstoffindustrieller                                                                                | 66    |       |
| 10. Dezember | Manuel Sales y Ferré               | spanischer Soziologe                                                                                              | 67    |       |
| 10. Dezember | Jegor Sergejewitsch Sosonow        | russischer Sozialrevolutionär                                                                                     | 31    |       |
| 11. Dezember | Matheos III. Izmirlian             | armenisch-apostolischer Patriarch von Konstantinopel                                                              | 65    |       |
| 11. Dezember | Carl Schirren                      | deutsch-baltischer Historiker                                                                                     | 84    |       |
| 11. Dezember | Lars Olsen Skrefsrud               | norwegischer Missionar und Sprachwissenschaftler                                                                  | 70    |       |
| 11. Dezember | Jules Tannery                      | französischer Mathematiker                                                                                        | 62    |       |
| 12. Dezember | Eyre Crowe                         | englischer Maler                                                                                                  | 86    |       |
| 12. Dezember | Georg Gromsch                      | deutscher Oberbaurat                                                                                              | 55    |       |
| 12. Dezember | Franz König                        | deutscher Chirurg und Hochschullehrer                                                                             | 78    |       |
| 12. Dezember | Theodor Krause                     | deutscher Komponist, Sänger, Chorleiter und Gesangspädagoge                                                       | 77    |       |
| 12. Dezember | Georg von Schleinitz               | deutscher Vizeadmiral                                                                                             | 76    |       |
| 13. Dezember | Sigmund Gundelfinger               | deutscher Mathematiker                                                                                            | 64    |       |
| 13. Dezember | Alfred Lüntzel                     | deutscher Rechtsanwalt, kaiserlicher Justizrat                                                                    | 77    |       |
| 14. Dezember | Henri Gonin                        | Schweizer evangelischer Missionar                                                                                 | 73    |       |
| 15. Dezember | Joel Cook                          | US-amerikanischer Politiker                                                                                       | 68    |       |
| 15. Dezember | Ernst Naumann                      | deutscher Organist, Komponist, Dirigent, Arrangeur und Musikwissenschaftler                                       | 78    |       |
| 15. Dezember | Toni Wübbens                       | niederdeutsche Dichterin                                                                                          | 60    |       |
| 16. Dezember | Hans Dominik                       | Offizier der Kaiserlichen Schutztruppe für Kamerun                                                                | 40    |       |
| 16. Dezember | Johann Josef Grether               | deutscher Bierbrauer, Landwirt und Bürgermeister von Lörrach (1872–1906)                                          | 70    |       |
| 16. Dezember | Michail Jakowlewitsch Wylie        | russischer Maler                                                                                                  |       |       |
| 16. Dezember | Johann Alfred von Zahn             | Abgeordneter im Sächsischen Landtag                                                                               | 71    |       |
| 16. Dezember | Iwan Zontschew                     | bulgarischer Revolutionär, Militär                                                                                | 52    |       |
| 17. Dezember | Rafael Barrett                     | spanischer Essayist                                                                                               | 34    |       |
| 17. Dezember | Wallace T. Foote junior            | US-amerikanischer Bauingenieur, Jurist und Politiker                                                              | 46    |       |
| 17. Dezember | Friedrich Adolf Christian Koch     | deutscher Apotheker und Abgeordneter                                                                              | 75    |       |
| 17. Dezember | Max Wilhelm Meyer                  | deutscher Astronom, Naturforscher und Schriftsteller                                                              | 57    |       |
| 17. Dezember | Paul von Seydewitz                 | königlich-sächsischer Kultusminister, Minister des Königshauses von Sachsen und Rechtsritter des Johanniterordens | 67    |       |
| 18. Dezember | Victor Laverrenz                   | deutscher Buchhändler, Verleger und Schriftsteller                                                                | 48    |       |
| 18. Dezember | Winand Nick                        | Dommusikdirektor; Komponist                                                                                       | 79    |       |
| 18. Dezember | Karl Preser                        | deutscher Schriftsteller                                                                                          | 81    |       |
| 18. Dezember | Kurt von Rohr                      | preußischer Gutsbesitzer und Politiker                                                                            | 67    |       |
| 19. Dezember | Waldemar Atzpodien                 | deutscher Kommunalpolitiker                                                                                       | 76    |       |
| 19. Dezember | Carl Bertheau der Jüngere          | deutscher evangelischer Theologe, Kirchenhistoriker und Pfarrer                                                   | 74    |       |
| 19. Dezember | Johann Hirschberg                  | deutscher Geistlicher und Politiker (Zentrum), MdR                                                                | 63    |       |
| 19. Dezember | Carl Schenck                       | deutscher Unternehmer                                                                                             | 75    |       |
| 20. Dezember | Albert Kropf                       | deutscher Missionar                                                                                               | 88    |       |
| 20. Dezember | Angelo Neumann                     | deutscher Sänger, Intendant, Autor                                                                                | 72    |       |
| 21. Dezember | Konrad von Massow                  | deutscher Verwaltungsjurist und Sozialpolitiker                                                                   | 70    |       |
| 21. Dezember | Karl Pabst                         | Oberbürgermeister der Stadt Weimar                                                                                | 75    |       |
| 22. Dezember | Johann Georg von Saurma-Jeltsch    | deutscher Fideikomissbesitzer und Politiker, MdR                                                                  | 68    |       |
| 22. Dezember | Gustav Wustmann                    | deutscher Sprachpfleger, Historiker und Philologe                                                                 | 66    |       |
| 23. Dezember | Franz von Ballestrem               | deutscher Politiker, MdR und Industrieller                                                                        | 76    |       |
| 23. Dezember | Adolph von Dietze                  | deutscher Politiker, MdR                                                                                          | 85    |       |
| 23. Dezember | Eduard Hagenbach-Bischoff          | Schweizer Physiker                                                                                                | 77    |       |
| 23. Dezember | Alphonso Hart                      | US-amerikanischer Politiker                                                                                       | 80    |       |
| 23. Dezember | Eduard Hechler                     | deutscher Architekt und Baubeamter                                                                                | 72    |       |
| 24. Dezember | Karl von Doll                      | deutscher Regierungsdirektor und Schriftsteller                                                                   | 76    |       |
| 24. Dezember | Siegmund L’Allemand                | österreichischer Maler                                                                                            | 70    |       |
| 24. Dezember | Max Meckel                         | deutscher Architekt                                                                                               | 63    |       |
| 24. Dezember | Valerian von Mikulicz              | österreichischer General und Militärhistoriker                                                                    | 55    |       |
| 25. Dezember | Richard Bartmuß                    | deutscher Komponist, Organist                                                                                     | 51    |       |
| 25. Dezember | Antonín Bělohoubek                 | tschechischer Chemiker                                                                                            | 65    |       |
| 25. Dezember | Friedrich Adolf Richter            | deutscher Unternehmer, Richters Anker-Steinbaukästen                                                              | 64    |       |
| 26. Dezember | Otto Funcke                        | deutscher Volkserzähler und evangelischer Pastor                                                                  | 74    |       |
| 26. Dezember | Samuel Lublinski                   | deutscher Schriftsteller, Kritiker und Religionsphilosoph                                                         | 42    |       |
| 26. Dezember | Gustav Warneck                     | deutscher Theologe                                                                                                | 76    |       |
| 26. Dezember | John Duncan Young                  | US-amerikanischer Politiker                                                                                       | 87    |       |
| 27. Dezember | A. H. Brown                        | US-amerikanischer Politiker (Demokratische Partei)                                                                | 87    |       |
| 27. Dezember | Hermann Haack                      | deutscher Theaterschauspieler und -regisseur                                                                      | 66    |       |
| 27. Dezember | Alexander B. Montgomery            | US-amerikanischer Politiker                                                                                       | 73    |       |
| 27. Dezember | Julius Christoph Neuner            | österreichischer Industrieller und Politiker                                                                      | 72    |       |
| 27. Dezember | Oskar von Saucken                  | deutscher Gutsbesitzer und Politiker                                                                              | 77    |       |
| 27. Dezember | Armin Sckell                       | Großherzoglich Sächsischer Garteninspektor im Belvedere bei Weimar                                                | 74    |       |
| 27. Dezember | Touchatout                         | französischer Journalist und Schriftsteller                                                                       | 75    |       |
| 28. Dezember | Gustave Colin                      | französischer Maler des Impressionismus                                                                           | 82    |       |
| 28. Dezember | Raphael Löwenfeld                  | deutscher Theatergründer und Vorkämpfer der deutsch-jüdischen Integration                                         | 56    |       |
| 28. Dezember | Benjamin Pitman                    | englisch-amerikanischer Schriftsteller                                                                            | 88    |       |
| 28. Dezember | Robert Praefcke                    | deutscher Verwaltungsjurist                                                                                       | 79    |       |
| 28. Dezember | Minna Wagner                       | deutsche Theaterschauspielerin und Operettensängerin                                                              | 70    |       |
| 29. Dezember | Reginald Doherty                   | englischer Tennisspieler                                                                                          | 38    |       |
| 29. Dezember | Ewald Christian Leopold von Kleist | preußischer Offizier, zuletzt General der Infanterie                                                              | 86    |       |
| 29. Dezember | Ferdinand Laban                    | deutscher Schriftsteller, Kunsthistoriker und Bibliothekar                                                        | 54    |       |
| 29. Dezember | Francisco Marques de Sousa Viterbo | portugiesischer Dichter, Archäologe, Historiograph und Journalist                                                 | 65    |       |
| 30. Dezember | Frederik Adolf Kjellin             | schwedischer Chemiker, der den Induktionsschmelzofen erfand                                                       | 38    |       |
| 31. Dezember | John Moisant                       | US-amerikanischer Flugpionier                                                                                     | 42    |       |
| 31. Dezember | Adolphe Schloss                    | französischer Kunstsammler                                                                                        | 68    |       |
| 31. Dezember | John Smith                         | US-amerikanischer Politiker                                                                                       | 78    |       |